# Sanjin Prcić
Sanjin Prcić (* 20. listopadu 1993 Belfort) je bosensko-francouzský fotbalový záložník, který hraje ve francouzském klubu RC Strasbourg Alsace. Reprezentuje Bosnu a Hercegovinu.

## Klubová kariéra
V profi fotbale debutoval v klubu FC Sochaux-Montbéliard.
V létě 2014 přestoupil do Stade Rennes.

## Reprezentační kariéra
Nejprve působil v bosenském mládežnickém týmu U17, poté v U19 a U21.
V bosenském reprezentačním A-mužstvu debutoval 3. září 2014 v přátelském utkání proti Lichtenštejnsku (výhra 3:0).